# 伊集院バスストップ
伊集院バスストップ（いじゅういんバスストップ）は、鹿児島県日置市伊集院町下谷口にある南九州西回り自動車道（鹿児島道路）上にあるバス停。
バス事業者は、「高速伊集院」（こうそくいじゅういん）という呼称を使用している。

## 停車する路線
| 路線       | 運行会社   | 下り線側方面                                     | 上り線側方面                                               |
| ---------- | ---------- | ------------------------------------------------ | ---------------------------------------------------------- |
| せんだい号 | 鹿児島交通 | 鹿児島（鹿児島中央駅・天文館・鹿児島駅・鴨池港） | 東市来・串木野新港・川内（向田・純心女子大学・川内営業所） |

## バス停へのアクセス
- 日置市コミュニティバス（伊集院地域コミュニティバス市街地循環線） 八久保団地公園バス停

## 隣
E3A 南九州西回り自動車道（鹿児島道路）
(22)美山IC/PA - 美山本線TB - 伊集院BS - (23)伊集院IC